# Gordon Harker
William Gordon Harker (* 7. August 1885 in London, Vereinigtes Königreich; † 2. März 1967 ebenda) war ein britischer Schauspieler und Komiker bei Bühne und Film.

## Leben
Der Sohn eines Bühnenmalers hatte seine Bühnenlaufbahn 1903 am Imperial Theatre seiner Heimatstadt London in William Shakespeares Stück Viel Lärm um nichts begonnen. Von 1904 bis 1913 arbeitete er mit dem Schauspieler-Ehepaar Oscar Asche und Lily Brayton zusammen. Bei Ausbruch des Ersten Weltkriegs wurde Harker eingezogen und diente bis zu seiner Entlassung wegen Invalidität 1919 beim 8th Hants Regiment. Zu Harkers wichtigsten frühen Bühnenrollen zählen der Barouch in The Garden of Allah (1920), der Sergeant in ‘Quality Street’ (1921), der Jefferson Davis in Robert E. Lee (1923), der Hackett in The Ringer (1926), der Walker in George Bernard Shaws Major Barbara (1929), der Hilcott in The Calendar (1929), der Trotty in The Case of the Frightened Lady (1931) (nach Edgar Wallace) und der Cheatle in ‘Hyde Park Corner’ (1934). 
Harkers erste wichtige Filmrolle erfolgte noch zu Stummfilmzeiten, in Alfred Hitchcocks frühem Boxerdrama Der Weltmeister. Auch in den folgenden Filmen Hitchcocks (The Farmer’s Wife, Champagne, Elstree Calling), allesamt Nebenwerke des späteren „master of suspense“, erhielt Harker Nebenrollen. Bekannt und populär machten den Mann mit den markanten, vorstehenden Lippen seine skurrilen bis schrägen Cockney-Typen, die er in einer Reihe von Komödien aber auch in Edgar-Wallace-Krimis verkörperte. In der Wallace-Adaption The Ringer wiederholte er 1931 seinen bereits 1926 gespielten Bühnenpart des Sam Hackett, die Hauptrolle des Films. Auch in der Leinwand-Version von ‘Hyde Park Corner’ aus dem Jahre 1935 wiederholte er seine Bühnenrolle, den PC Cheatle. 
Bis in die Kriegsjahre hinein blieb Gordon Harker ein vielbeschäftigter Filmhauptdarsteller (u. a. als Inspector Hornleigh in der gleichnamigen, dreiteiligen Krimireihe sowie mit anderen Rollen in weiteren Kriminalfilmen), danach sah man ihn nur noch sporadisch (und meist mit kleineren Rollen) auf der Leinwand.

## Filmografie
- 1921: General John Regan
- 1927: Der Weltmeister (The Ring)
- 1927: The Farmer’s Wife
- 1928: Champagne
- 1929: Der Würger (The Wrecker)
- 1929: Return of the Rat
- 1930: Elstree Calling
- 1930: The “W” Plan
- 1930: The Squeaker
- 1930: Escape
- 1930: The Stronger Sex
- 1931: Shadows
- 1931: The Ringer
- 1931: The Calendar
- 1931: Condemned to Death
- 1932: White Face
- 1932: Love on Wheels
- 1932: Rom-Expreß (Rome Express)
- 1933: The Lucky Number
- 1933: Britannia of Billingsgate
- 1934: My Old Dutch
- 1934: Dirty Work
- 1934: Girls Will be Boys
- 1935: Admirals All
- 1935: Squibs
- 1935: Hyde Park Corner
- 1935: Der Amateur-Gentleman (The Amateur Gentleman)
- 1936: Two’s Company
- 1936: Millions
- 1936: Beauty and the Barge
- 1937: The Frog
- 1937: Blondes for Danger
- 1938: No Parking
- 1938: The Return of the Frog
- 1938: Inspector Hornleigh
- 1939: Inspector Hornleigh on Holiday
- 1940: Saloon Bar
- 1940: Inspector Hornleigh Goes to It
- 1941: Once a Crook
- 1943: Warn That Man
- 1944: 29 Acacia Avenue
- 1948: Things Happen at Night
- 1950: Her Favourite Husband
- 1950: The Second Mate
- 1951: Derby Day
- 1953: Bang! You’re Dead
- 1954: Out of the Clouds
- 1956: A Touch of the Sun
- 1957: Small Hotel
- 1959: Der Wahlk(r)ampf (Left, Right and Centre)